# 松浦紗知子
松浦 紗知子（まつうら さちこ、1979年8月7日 - ）は静岡県出身のファッションモデル。ディスカバリー・エンターテインメント所属。
身長168cm   スリーサイズ B79/W56/H86   血液型O型。

## 出演

### テレビ
- リーチ満載!紗知子のパチンコナビ （MONDO21）
- 汐留スタイル（日本テレビ）
- XEBEC ONLINE（TOKYO MX）
- PLAY!AWA'S 〜美と笑いの大お見せ合いパーティ〜（GyaO）

### CM
- イトーヨーカドー 「秋の創業祭」
- エバラ食品工業「浅漬けの許キムチ味」
- 積水ハウス 「積水ハウスコンサルティングハウジング'04」
- オーム電機 「ホームデンタルエステ BLANCA 」
- JA静岡
- 大塚商会
- サークルK

### 雑誌
- プチセブン
- 美しいきもの
- 百日草
- Chou Chou
- Caz
- DISNEYファン